# Konkvistador
Konkvistador ali konkistador (špansko in portugalsko conquistador = 'osvajalec') je skupni izraz za vojake, raziskovalce in pustolovce, ki so v 16. in 17. stoletju prevzeli posesti v velikem delu Severne, Srednje in Južne Amerike ter Filipinov in drugih otokov kot španske kolonije.
Več kot stoletje osvajanj in razvoja srednje in južnoameriške celine se imenuje Conquista. V očeh večine Špancev v tistem času je bila časovna in koherentna posledica ponovnega osvajanja Iberskega polotoka leta 1492 iz rok Mavrov (Rekonkvista).

## Motiv in podlaga
V stoletju ko je Krištof Kolumb odkril Ameriko, so avanturisti in lovci na srečo stopili v Novi svet, ki so ga španski kronisti kasneje opisali los Conquistadores. Njihov cilj je bil z osvajanjem hitro obogateti. Konkvistadorji so na svoje odprave odhajali v najbolj odmaknjene kraje Srednje in Južne Amerike, predvsem na svoj račun in tvegali svoja življenja brez podpore španske krone. Bili so pod Consejo de Indias, kraljevi in vrhovni svet Indije, najpomembnejši upravni organ španskega imperija za Ameriko in Filipine.
Načeloma je lahko kdorkoli postal konkvistador, če je uspel najti finančno podporo. Potem je sklenil sporazum (Capitulación, asiento) s Casa de Contratación, posebej ustanovljen organ za ta namen. Pogodba je imela licenco ali monopol in določila okvirne pogoje za družbo. Le malo osvajalcev si je lahko privoščilo plačilo najetih plačancev. Pogosto so bile ekipe osvajalcev sestavljene iz Špancev brez sredstev ali veteranov Rekonkviste. Niso bili uradni vojaki, temveč so bili svobodni državljani in neposredno vključeni v dobiček. Morali so plačati za svoj oklep, orožje in konja. Glede možnosti družbenega napredka je bila storitev zelo privlačna. Medtem ko so prvorojeni sinovi v Španiji dobili dediščino očetov, so ostali sinovi imeli pogosto edini možnost, da bi kot konkvistador osvojili lastnino in družbeno priznanje.
Lastnik licence se je zavezal, da bo razvil provincio, omejeno območje, katerega obseg je bil pogosto podcenjen zaradi nejasnih geografskih pogojev. Ta je vključevala zlasti gradnjo naselij in mest ter pokristjanjevanje indijanskega prebivalstva. Poleg tega so bili v pogodbi določeni pogoji uvoza in izvoza blaga. Petino vseh prihodkov iz kolonije je bilo treba plačati kot davek kroni (Quinto Real – 'kraljevska petina'). V zameno je imetnik licence z guvernerjem (Adelantado) in vrhovnim poveljnikom (Capitán General) dovolil, da imenujejo najvišje civilne in vojaške predstavnike, ki za opravljanje dejavnosti niso bili plačani.
Končni cilj osvajalcev ni bil vzpostavitev naselij, temveč podreditev indijanskega zlatega in srebrnega kraljestva, morda mit o eldorádu. Za doseganje tega cilja so običajno delovali zelo brutalno proti avtohtonemu prebivalstvu. Requerimiento - nagovor, ki je bil uveden leta 1513, je zavojevalcem in njihovim spremljevalnim misijonarjem podaril psevdo uradno odobritev in utemeljitev njihovih dejanj. Po zmagi so mnogi osvajalci skušali zapostaviti državo, pa tudi svoje sledilce in finančnike. Nasprotno, mnogi pozneje prispeli kraljevi birokrati so uspeli odvzeti oblast konkvistadorjem, tako da so se številna Conquista podjetja končala s pravnim sporom. Tako je Hernán Cortés preživel svojo starost s sodnimi postopki.
Od leta 1560 se je vpliv Španije zmanjšal, prvič pa so se tudi angleški in francoski osvajalci borili za donosne pokrajine. Z naraščajočo naselitvijo in vzpostavitvijo podkraljestev leta 1600, se je končal čas konkvistadorjev.

## Propad avtohtonih imperijev

### Vojaške prednosti osvajalcev
Pri osvojitvi Azteškega, Inkovskega in Majevskega imperija so konkvistadorji pogosto veliko večino avtohtonih prebivalcev uničili (na primer 170 Špancev je v bitki za Cajamarco pobilo okoli 4000 do 7000 Inkov ). Azteki, tako kot Inki, so  podcenjevati orožje in tehnično nadvlado konkvistadorjev in predvsem njihovo premoč v taktiki in strateškem bojevanju. V Rekonkvisti so bili Španci že več stoletij in so razvili uspešne borbene taktike proti Mavrom.
Njihova lastna več tisočkratna premoč razpoložljivih bojevnikov je onemogočila Indijancem, da pravilno ocenijo nevarno naravo majhnih tujih čet . Pomanjkanje znanja o kulturnem ozadju španskih nasprotnikov, njihove prave namere in svoje religiozne spone je za indijanske vladarje predstavljalo breme nepravilnega odzivanja. V vsakem naravnem dogodku so duhovniki videli grozne božje kazni, ki so pogosto paralizirale politično vodstvo.
Inkovski in Azteški imperij sta bila ustvarjena z osvajanjem vojn. Zajeti ljudje so bili kot davek osvajalcem in pogosto niso bili vključeni v imperij. V velikih imperijih je bilo veliko različnih narodov, jezikov in religij. Ni bilo enotnega upravljanja (razen v inkovskem), ne enotne sodne prakse in ne uradne vojske, ki bi skrbela za osvojene regije. Zato so bili imperiji nestabilni. Konkvistadorji so izkoristili nezadovoljstvo teh ljudstev in jih osvojili kot zaveznike proti vladarjem velikih imperijev. 

### Kolaps domačega prebivalstva
Število avtohtonih prebivalcev, ki so bili izgubljeni v Novi Španiji med letoma 1500 in 1600 neposredno na konkvistadorjev ali posredno prek lakote ali iz Evrope uvoženih bolezni, kot so črne koze, ocenjujejo na okoli 15 milijonov. Podrobnosti niso znane. [4] Inkovski imperij je je imel ocenjeno leta 1492 od 4 do 15 milijonov prebivalcev. Zaradi pomanjkanja podatkov iz tega obdobja, podrobnejše informacije niso mogoče. V poznem 16. stoletju je na tem območju verjetno živelo le milijon ljudi. 
Vpliv epidemij na indijansko družbo ne smemo podcenjevati. Bolezni Evropejcev niso ogrožale le navadnih ljudi. Niti se niso ustavile pri vodjih, vračih in pripovedovalcih zgodb. Vsi ljudje so bili  pogosto v nekaj tednih oropani svoje kulturne identitete in povezanosti. To je vplivalo tudi na misijonarsko vnemo konkvistadorjev

## Orožje osvajalcev
Osnovna oprema konkvistadorjev je bila oklep (španski oklep), čelada in orožje kot je meč (rapir).

### Jezdeci
Konj je bil v Ameriki neznana žival in Indijanci so sprva mislili, da je pošast. Pogled na španskega konjenika je naredil na Indijance vtis, da je to samo eno bitje.
Jahači so bili oboroženi z rapirji in lahkimi sulicami. Bili so zaščiteni z lahkim oklepom z ovratnico, čelado in jeklenimi opornicami ter ščitniki za kolena na nogah. Glavna prednost konjenice je bila njihova hitrost. konkvistadorjem je omogočila, da napadajo nasprotnike, kar je povzročilo paniko. V boju konjenik nikoli ni izčrpaval svojega konja. Zadržal ga je v stalnem, enakomernem kasu, z rahlo napetimi vajetmi. Če je imel nasprotnika pred svojim kopljem, je konja skrajšal z le nekaj skoki na razdalji, tako da bi jahač lahko ubil nasprotnika. Konjenica je bila idealno orožje, tako v napadu, kot tudi pri kasnejšem umiku Indijancev, saj Španci niso dovolili, da bi njihovi nasprotniki pobegnili. Konjeniki so sodelovali v majhnih skupinah treh ali štirih moških, da so se med seboj podpirali. V bitki s številčno nadrejenim nasprotnikom se je konjenica zadržala in čakala na strele zaščite in arkebuzarjev. Po streljanju so se konjeniki pognali naprej v vrzel, ki je nastala v nasprotnikovih vrstah in tam začeli njihovo uničenje.  Ob drugih priložnostih je konjenica najprej napadla, kar je navadno povzročilo, da se je sovražnik umaknil.

### Pehota
Čeprav je bila konjenica najmočnejše orožje Špancev, je največje breme boja nosila pehota s svojimi sulicami, helebardami in mečevalci (rodeleros), lokostrelci in arkebuzarji. Vojak je bil po navadi zaščiten s čelado (cabasset ali morion), zaščito vratu, oklepom in varovalom dimelj (tak oklep se je imenoval tričetrt oklep). Nekateri vojaki so uporabili lažjo in bolj prilagodljivo zaščito iz usnja, ki je bilo prekrito z jeklenimi ploščami. Pri osvajanju Nove Španije (Mehika) je bil posebnost. Sčasoma je veliko španskih vojakov, vključno s Hernánom_Cortésom, zavrglo težek in moteč oklep. Zamenjali so ga z oklepom iz debelega bombažnega filca. Ta lahek oklep so kopirali od Aztekov. Sestavljen je bil iz dveh za prst debelih bombažnih slojev. Ker v Novem svetu povsod ni bilo bombaža, so konkvistadorji ohranili svoje oklepe.
Ker so se Indijanci borili posamično, namesto da z uporabo taktike skupine, je bilo nemogoče, da bi Evropejci zadržali zelo veliko število bojevnikov. Španski osvajalci so z ramo ob rami stali s helebardami in Indijance presenetili s svojim neznanim orožjem.
V zadnjem delu pehote so stali strelci. Naprej so stopili samo za strel. Nato so naložili svoje orožje za ščite, meče in helebarde svojih tovarišev. Strelci so namenoma streljali sovražne voditelje. Pred samostreli so bili Indijanci skoraj nemočni, saj tudi močni ščiti iz lesa in oklepi iz bombaža ali usnja niso pomagali. V tesnem boju so jih konkvistadorji premagali z rapirji.
Ker so bili številni moški hidalgi, so s tem orožjem prakticirali že od otroštva. Vsakodnevna vaja jim je omogočila izkušenost. S svojim zelo ostrim, vendar veliko težjim orožjem iz lesa in kamna, so bili Indijanci na slabšem od konkvistadorjev s svojimi dobro uravnoteženimi meči. Poleg tega so imeli konkvistadorji z majhno težo svojega meča še eno prednost: niso se utrudili tako hitro in nizko težišče orožja je omogočalo v gneči takojšen protinapad.

### Arkebuza
V primeru strelnega orožja je arkebuza povzročila največjo grozo, čeprav to orožje ni vedno delovalo po želji in je bilo ravnanje z njimi nevarno. Učinki so bili verjetno bolj psihološki zaradi hrupa in ognja. Dejansko verjetno ni bilo odločilno. Najbolj učinkovita razdalja je bila približno petdeset metrov in je bilo priporočljivo, da se ne strelja, dokler sovražnik ne doseže približno petdeset metrov. Arkebuzarji so običajno delali v dveh ekipah. Medtem ko je en vojak stalno polnil, je drugi streljal. To je povečalo ognjeno moč in hitrost.

### Artilerija
Glavno orožje artilerije je bil srednjeveški top iz brona. To orožje je bilo koristno tudi na odprtem bojnem polju. Z njim bi lahko Španci sprožili projektile s telesno maso od osem do trinajst kilogramov. Čeprav je bil strel redko natančen, je vedno odprl vrzel in povzročil ogromno uničenje v nasprotnikovih vrstah. Velike bombe so bili uporabljali tudi za rušitev zidov in uničenje vodnih plovil.

### Vojaški psi
Vojaški psi konkvistadorjev so širili velik teror. Pogosto so moški izdelali zanje zaščito iz usnja, da so jih zaščitili pred udarci in izstrelki. Agresivnost in bojna moč teh psov je presenetila Indijance, saj so prej do tedaj precej manjše pasme.

## Pomembni konkvistadorji
(Razvrščeni po letu osvojitve)
- Vasco Núñez de Balboa (1475-1519), osvajalec Darijéne (1510) in "raziskovalec" Pacifika (25. september 1513)
- Hernán Cortés (1485-1547), osvajalec azteškega imperija (1519-1521)
- Pedro de Alvarado (1486-1541), osvajalec Gvatemale in Salvadorja (1523-1525)
- Sebastián de Belalcázar (1479-1551), osvajalec Nikaragve (1524) in Ekvador (1533)
- Diego García de Paredes (okoli 1506-1563), osvajalec Peruja in Venezuele (1524-1563)
- Francisco de Montejo (1479-1553), osvajalec Yucatana (1527-1547)
- Diego de Mazariegos (okrog 1500-1536), osvajalec Chiapasa (1528)
- Francisco Pizarro (1477-1541), osvajalec Inkovskega imperija (1531-1533)
- Lope de Aguirre (1511-1561), osvajalec Peruja in Venezuele (1536-1561)
- Hernando de Soto (približno 1496 ali 1500-1542), največja ekspedicija 16. in 17. stoletja skozi jugovzhod današnjih ZDA (1538-1542)

## Filmi
- Aguirre, Božja jeza (1972), film Wernerja Herzoga
- Misija (1986), film Rolanda Jofféja
- Cabeza de Vaca (1990), film Nicolasa Echevarría (prikazan na tekmovanju Berlinale 1991)
- 1492 - Osvajanje raja (1992), film Ridleya Scotta
- Sinovi vetra (2000), španski televizijski film v katerem igra Bud Spencer
- Fontana (2006), film Darrena Aronofskega